# Рождество Богородично (Завой)
„Рождество на Пресвета Богородица“ или „Света Богородица“ (на македонска литературна норма: „Рождество на Пресвета Богородица“) е възрожденска църква в охридското село Завой, Северна Македония. Църквата е част от Охридското архиерейско наместничество на Дебърско-Кичевската епархия на Македонската православна църква – Охридска архиепископия.
Църквата е гробищен храм, разположен в южната част на селото. Изградена е в 1934 година, когато Завой е в Кралство Югославия. Изписана е през 70-те години, като стенописите са дело на видния охридски художник Йонче Симонче.